# Louis Saha
Louis Saha (ur. 8 sierpnia 1978 w Paryżu) – francuski piłkarz grający na pozycji napastnika, reprezentant kraju, wicemistrz świata.

## Kariera

### Klubowa
Urodził się 8 sierpnia 1978 r. w Paryżu. Jego rodzice pochodzili z Gwadelupy. W ekstraklasie francuskiej grał w barwach Metz. W barwach Les Grenats zadebiutował 8 sierpnia 1997 w spotkaniu przeciwko Girondins Bordeaux. W styczniu 1999 przeszedł na zasadzie wypożyczenia do angielskiego klubu Newcastle United. Sezon 1999/2000 spędził ponownie w Metz, w 2000 został piłkarzem Fulham F.C. Świętował razem z tym klubem awans do ekstraklasy angielskiej, będąc jednym z najskuteczniejszych strzelców (król strzelców II ligi, zdobył 27 bramek w sezonie 2000/2001). W ciągu czterech lat w Fulham strzelił łącznie 63 bramki.
W styczniu 2004 przeszedł do Manchesteru United. Suma transferu wynosiła 12,8 mln funtów. Do końca sezonu 2003/2004 zdobył w 13 meczach 7 bramek, przyczyniając się do zajęcia przez klub drugiego miejsca w lidze (za Arsenalem). Tworzył groźny duet z Ruudem van Nistelrooyem, ale przejście do Manchesteru Wayne Rooneya i Alana Smitha przesunęło go na ławkę rezerwowych. W sezonie 2004/2005 wystąpił w 14 meczach, zdobywając 1 bramkę.
W Lidze Mistrzów 2006/2007 miał po czterech meczach na koncie trzy trafienia – strzelił 2 gole Celtikowi Glasgow, a jednego zaaplikował Benfice Lizbona. W 2008 roku wygrał Ligę Mistrzów, a także mistrzostwo Anglii.
29 sierpnia Saha podpisał dwuletni kontrakt z Evertonem. W nowym klubie zadebiutował 21 września w zremisowanym 2:2 meczu z Hull City.
31 stycznia 2012 roku podpisał 3,5 letni kontrakt z Tottenhamem Hostpur.
6 lutego 2013 roku podpisał sześciomiesięczny kontrakt z S.S. Lazio.
8 sierpnia 2013, w dniu 35. urodzin, Louis Saha przekazał do publicznej wiadomości komunikat o zakończeniu kariery.

### Reprezentacyjna
W lutym 2004 debiutował w reprezentacji Francji w meczu z Belgią. Francja wygrała 2:0, a Saha strzelił jedną bramkę. Uczestniczył w finałach mistrzostw Europy w Portugalii oraz na Mistrzostwach Świata 2006 w Niemczech, gdzie zdobył srebrny medal. Wcześniej grał w zespołach reprezentacyjnych do lat 18 i 21.
Powrót do reprezentacji swojego kraju zaliczył 29 lutego 2012 roku w wygranym 2-1 meczu z Niemcami.